# Wentorf (Amt Sandesneben)
Wentorf (Amt Sandesneben) (anche Wentorf A.S.) è un comune di 716 abitanti dello Schleswig-Holstein, in Germania.
Appartiene al circondario (Kreis) del Ducato di Lauenburg (targa RZ) ed è parte della comunità amministrativa (Amt) di Sandesneben-Nusse.